# Август Старек
Август Старек (нім. August Starek, нар. 16 лютого 1945, Відень) — австрійський футболіст, що грав на позиції півзахисника, зокрема за «Нюрнберг», «Баварію» та «Рапід» (Відень), а також за національну збірну Австрії.
По завершенні ігрової кар'єри — тренер.

## Клубна кар'єра
У дорослому футболі дебютував 1961 року виступами за команду «Зіммерингер СК».
1965 року перейшов до віденського «Рапіда», де спочатку був гравцем резерву, а по ходу свого другого сезону став не лише одним з основних гравців команди, але й, забивши 22 голи у 17 іграх, найкращим бомбардиром австрійської першості сезону 1966/67, допомігши «Рапіду» вибороти чемпіонський титул.
Після цього успіху 1967 року молодий австрієць отримав запрошення до лав німецького «Нюрнберга». Відразу ставши одним з основних півзахисників у новій команді, допоміг їй стати чемпіоном ФРН у сезоні 1967/68.
Рівень гри, продемонстрований гравцем по ходу цього чемпіонського сезону привернув увагу представників мюнхенської «Баварії», до складу якої він приєднався 1968 року. У новій команді продовжив демонструвати високий ігровий рівень і у першому ж сезоні в Мюнхені додав до переліку своїх трофеїв ще один титул чемпіона ФРН, а також звання володаря Кубка країни. 
Утім вже наступного сезону був змушений пропустити більшу частину ігор через травму меніска, а по його завершенні влітку 1970 року повернувся на батьківщину, де протягом року поступово відновлював ігрові кондиції у «Рапіді». Сезон 1971/72 знову відіграв у ФРН за «Нюрнберг», який на той час вже виступав у другому німецькому дивізіоні, після чого остаточно повернувся до Австрії.
Протягом 1972–1980 років захищав кольори клубів ЛАСК (Лінц), «Рапід» (Відень), «Вінер Шпорт-Клуб» та «Ферст Вієнна», проте особливих турнірних досягнень вже не мав, за виключенням здобуття 1976 року Кубка Австрії у складі «Рапіда».

## Виступи за збірну
1968 року дебютував в офіційних матчах у складі національної збірної Австрії.
Загалом протягом кар'єри у національній команді, яка тривала 7 років, провів у її формі 22 матчі, забивши 4 голи.

## Кар'єра тренера
Розпочав тренерську кар'єру відразу ж по завершенні кар'єри гравця, 1980 року, очоливши тренерський штаб клубу «Аустрії» (Зальцбург). Згодом протягом 1981–1985 років працював з командами ГАК (Грац) та «Адміра-Ваккер».
1985 року прийняв запрошення від Австрійського футбольного союзу очолити тренерський штаб молодіжної збірної країни. Паралельно до 1987 року асистував югославському спеціалісту Бранко Ельснеру у тренерському штабі головної австрійської збірної.
Згодом повернувся до клубної роботи, до кінця 1990-х працював з низкою австрійських клубних команд, а також із німецьким друголіговим «Локомотивом» (Лейпциг).

## Титули і досягнення

### Командні
- Чемпіон Австрії (1):

«Рапід» (Відень): 1966-1967
- Володар Кубка Австрії (1):

«Рапід» (Відень): 1975-1976
- Чемпіон Німеччини (2):

«Нюрнберг»: 1967-1968
«Баварія»: 1968-1969
- Володар Кубка Німеччини (1):

«Баварія»: 1969

### Особисті
- Найкращий бомбардир чемпіонату Австрії (1): 1966-1967 (22 голи)